# Traccatichthys pulcher
Traccatichthys pulcher es una especie de peces de la familia Balitoridae en el orden de los Cypriniformes.

## Morfología
• Los machos pueden llegar alcanzar los 12 cm de longitud total.

## Distribución geográfica
Se encuentran en Asia: la China (Guangdong y Hainan.

## Hábitat
Es un pez de agua dulce y de clima subtropical (22 °C-25 °C).